# Academia de pilotos da Williams
A Williams Driver Academy é uma iniciativa da equipe de Fórmula 1 Williams para promover talentos em diferentes séries de corridas, ajudando-os com fundos, na esperança de encontrar pilotos que correrá pela equipe no futuro. Graduados notáveis do programa são Lance Stroll, Nicholas Latifi, Jack Aitken, Logan Sargeant e Franco Colapinto, que fizeram sua estreia na F1 com a Williams.

## História
Oficialmente criada em 2016, a academia de jovens pilotos da Williams fornece apoio financeiro e treinamento intensivo para desenvolver seus pilotos. Na época de sua criação, a equipe pertencia à Claire Williams, e o programa era comandado por Marc Harris, esposo de Claire. A academia seguiu existindo mesmo com a venda da equipe para a Dorilton Capital em 2020. O atual chefe é o diretor esportivo da Williams Sven Smeets, que está no cargo desde 2021.

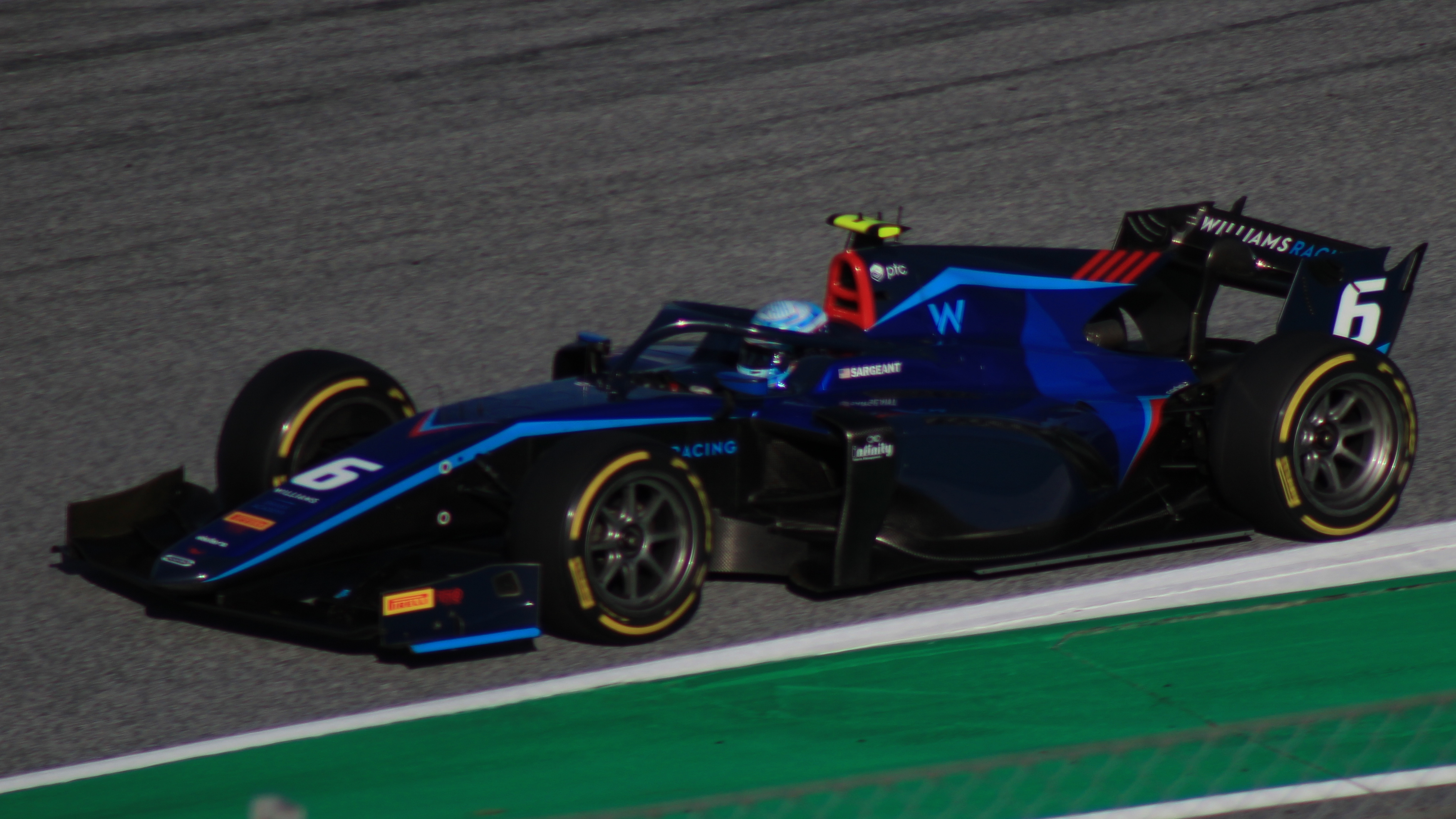
Logan Sargeant competindo pela Carlin com a pintura da Williams na prova da Fórmula 2 da Áustria de 2022

O primeiro membro da academia a estrear na Fórmula 1 foi Lance Stroll, que também foi o primeiro e até agora, único a conseguir pódio na Williams, com o terceiro lugar no Grande Prêmio do Azerbaijão de 2017.
Apesar de ainda ser muito recente em relação às academias da Red Bull e da Ferrari, a Williams Driver Academy possui bom retrospecto na base. Stroll foi campeão da Fórmula 3 Europeia durante seu período na academia. Na Fórmula 2, o piloto mais bem sucedido foi Nicholas Latifi, vice-campeão da categoria em 2019. Outro destaque é Logan Sargeant, que ficou em quarto lugar em seu primeiro ano na categoria, sendo o melhor estreante de 2022. Já na Fórmula 3, o grande nome da Williams Driver Academy é Luke Browning, que foi terceiro colocado em 2024, e também foi vencedor do Grande Prêmio de Macau de 2023. A Williams também possui uma representante na F1 Academy, a piloto Lia Block, que participou da temporada 2024 e renovou para 2025. Outros pilotos notáveis da academia são Jamie Chadwick, tricampeã da W Series, e Oliver Rowland, que foi reserva da equipe em 2018 e atualmente corre na Fórmula E pela equipe Nissan.

## Pilotos atuais
| Piloto             | Anos | Campeonato atual          | Títulos como membro da academia               |
| ------------------ | ---- | ------------------------- | --------------------------------------------- |
| Luke Browning      | 2023 | Fórmula 2                 | Grande Prémio de Macau de 2023                |
| Oleksandr Bondarev | 2023 | Kart (OK)                 | Nenhum como membro da Williams Driver Academy |
| Lia Block          | 2023 | F1 Academy                | Nenhum como membro da Williams Driver Academy |
| Alessandro Giusti  | 2024 | Fórmula Regional Europeia | Nenhum como membro da Williams Driver Academy |
| Sara Matsui        | 2024 | Kart (OKJ)                | Nenhum como membro da Williams Driver Academy |
| Dean Hoogendoorn   | 2024 | Kart (OKJ)                | Nenhum como membro da Williams Driver Academy |
| Lucas Palacio      | 2024 | Kart (OKJ)                | Nenhum como membro da Williams Driver Academy |
| Will Green         | 2024 | Kart (OKJ)                | Nenhum como membro da Williams Driver Academy |
| Victor Martins     | 2025 | Fórmula 2                 | Nenhum como membro da Williams Driver Academy |

## Ex-pilotos
| Piloto           | Anos      | Categorias disputadas                                                                             | Equipe(s) de F1                                                    |
| ---------------- | --------- | ------------------------------------------------------------------------------------------------- | ------------------------------------------------------------------ |
| Lance Stroll     | 2016      | Campeonato Europeu de Fórmula 3 da FIA (2016)                                                     | Williams (2017–2018) Racing Point (2019–2020) Aston Martin (2021–) |
| Oliver Rowland   | 2018      | Blancpain GT Series Endurance Cup (2018), Fórmula E (2018–19)                                     | Nenhum                                                             |
| Nicholas Latifi  | 2019      | Campeonato de Fórmula 2 da FIA (2019)                                                             | Williams (2020–2022)                                               |
| Jamie Chadwick   | 2019–2024 | Indy NXT (2023–2024), Campeonato de Fórmula Regional Europeia (2020), W Series (2019, 2021, 2022) | Nenhuma                                                            |
| Dan Ticktum      | 2020–2021 | Campeonato de Fórmula 2 de 2021 (2020–2021)                                                       | Nenhum                                                             |
| Jack Aitken      | 2020–2021 | Campeonato de Fórmula 2 de 2021 (2020–2021), GT World Challenge Europe (2021)                     | Williams (2020)                                                    |
| Roy Nissany      | 2020–2022 | Campeonato de Fórmula 2 da FIA (2020–2022), Campeonato Asiático de F3 (2021)                      | Nenhum                                                             |
| Logan Sargeant   | 2021–2022 | Campeonato de Fórmula 2 da FIA (2022)                                                             | Williams (2023–2024)                                               |
| Oliver Gray      | 2022–2023 | Campeonato Britânico de F4 (2022), Campeonato de Fórmula 3 da FIA (2023)                          | Nenhum                                                             |
| Zak O'Sullivan   | 2022–2024 | Campeonato de Fórmula 3 da FIA (2022–2023), Campeonato de Fórmula 2 da FIA (2024)                 | Nenhum                                                             |
| Franco Colapinto | 2023–2024 | Campeonato de Fórmula 3 da FIA (2023), Campeonato de Fórmula 2 da FIA (2023–2024)                 | Williams (2024)                                                    |

- Títulos de campeonatos destacados em negrito.

## Graduados para a Fórmula 1

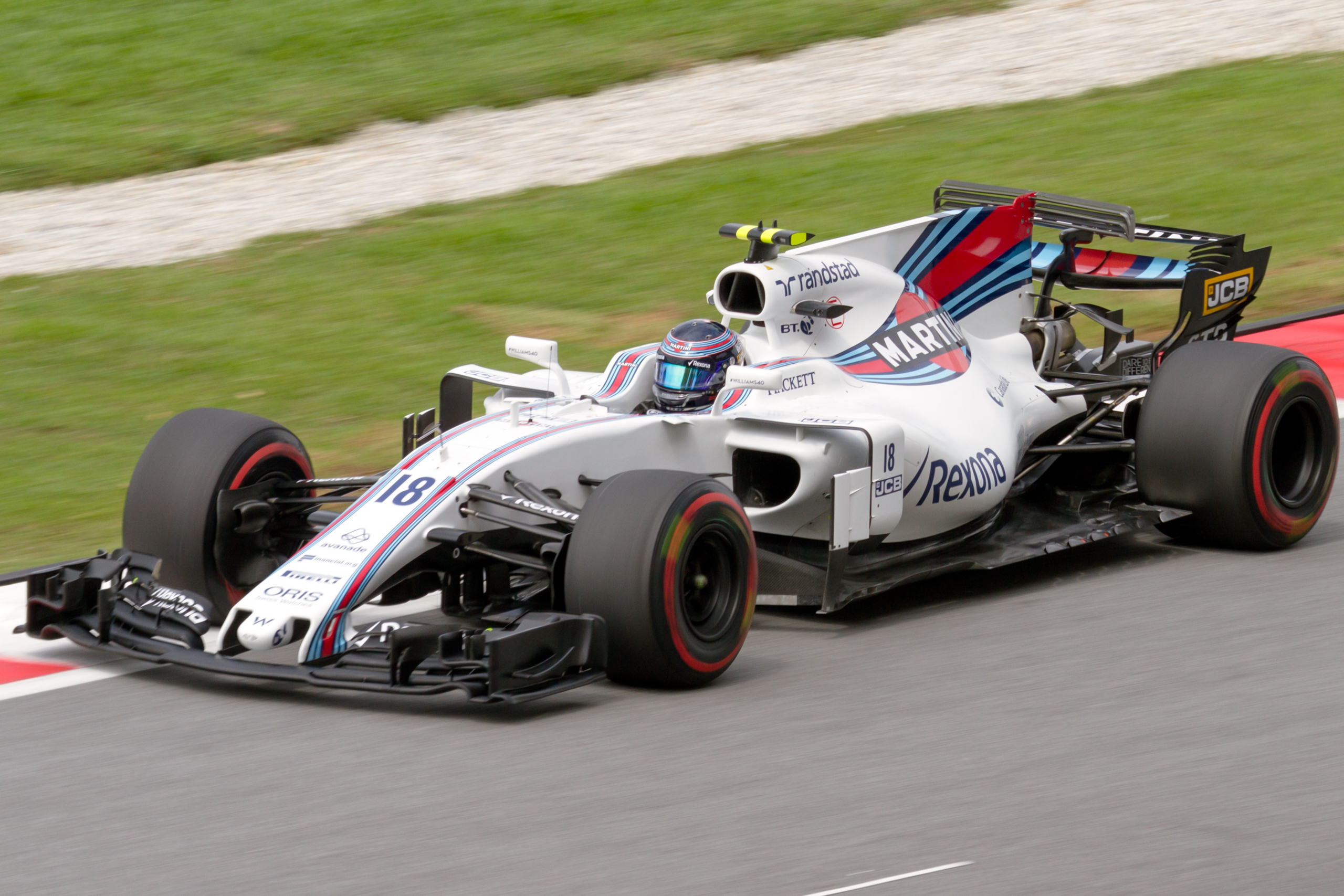
Lance Stroll pilotando pela Williams na Malásia em 2017

Até o momento, a Williams só promoveu cinco membros da sua academia de pilotos:
- Lance Stroll: estreou na Williams em 2017, primeiro e único a conseguir um pódio pela equipe na etapa de Baku de 2017, também primeiro e único a largar da primeira fila pela equipe na etapa da Itália de 2017, deixou a Williams ao final da temporada de 2018. Se transferiu para Force India, recentemente comprada por seu pai Lawrence Stroll, e posteriormente renomeada para Racing Point e Aston Martin.[30]
- Nicholas Latifi: estreou na Williams em 2019, substituindo Stroll, ficando por lá até 2022. Conseguiu nove pontos para a equipe, seu melhor resultado foi um sétimo lugar no GP da Hungria de 2021.[31]
- Jack Aitken: foi reserva da Williams entre 2020 e 2022, competiu apenas no.Grande Prêmio de Sakhir de 2020, substituindo George Russell, que foi chamado pela Mercedes para substituir Lewis Hamilton, que tinha testado positivo para COVID-19.[32]
- Logan Sargeant: foi promovido à F1 por ter conquistado os pontos necessários para a superlicença com seu quarto lugar no campeonato da F2 de 2022. Esteve na Williams entre 2023 e 2024. Conseguiu apenas um ponto pela equipe, no Grande Prêmio dos Estados Unidos de 2023. Foi dispensado após o Grande Prêmio dos Países Baixos de 2024.[33]
- Franco Colapinto: substituiu Sargeant na Williams a partir da etapa da Itália, foi contratado para disputar as etapas finais da temporada de 2024. Pontuou pela primeira vez no Grande Prêmio do Azerbaijão de 2024, com um oitavo lugar.[34]